# Lily Potter Evans
Lily Potter (nascuda Evans) és la mare de Harry Potter. És descrita com a una noia molt guapa, amb ulls verds i cabell llarg de color castany vermellós. Durant la seva època a Hogwarts va ser molt amiga de Severus Snape. James Potter estava perdudament enamorat d'ella i Lily va trigar cinc anys a acceptar una cita amb ell. Van casar-se tot just acabar Hogwarts i van tenir a en Harry molt ràpid perquè Lord Voldemort estava augmentant el seu poder. Va morir juntament amb el seu marit en una nit de Halloween a casa seva a la vall de Goldric a mans de l'Innominable. El seu fill Harry va sobreviure i va anar a viure amb la germana de la Lily, Petúnia Dursley i el seu marit Vernon Dursley a Little Whinging a Surrey amb el seu fill Dudley. Els Dursley van tractar a en Harry tant malament com van poder.